# Душан Стругар
Душан Стругар (Рваши, код Цетиња, 1922 — Вилића гувно, 2. март 1943) био је учесник Народноослободилачке борбе и народни херој Југославије.

## Биографија
Рођен је 1922. године у Рвашима код Цетиња. Завршио је учитељску школу на Цетињу, а у Савез комунистичке омладине Југославије примљен је 1941. године.
У устанку 1941. године узима активно учешће. Истакао се већ првих дана борби и постао пушкомитраљезац. И у борби код Бугојна био је пушкомитраљезац, а потом командир Треће чете Другог батаљона Четврте црногорске пролетерске бригаде.
Истакао се у извршеном подвигу у борби код Ливна. Трећа чета се нечујно спуштала према граду, као претходница батаљону који се приближавао жици. Прва десетина првог вода стигла је до жице, раскинула је и отворила борцима пут. Трећа чета је ушла у периферију града. На улазу у средиште града партизани су се срели са усташама. У првом јуришу успјели су да одбаце непријатеља. Мало затим трећа чета продрла је у сам центар града, а за њом и читав батаљон. Све остале јединице зора је затекла ван града. Усташе су схватиле да у граду нема много партизана, па су јуришали на батаљон који се био забарикидирао у неколико кућа. Усташе су до поднева извршиле једанаест неуспешних јуриша на упориште Другог батаљона. Онда су довукли топове и отворили ватру са 60 метара одстојања. Једна граната је пробила зид куће у којој је била Трећа чета. Око два часа поподне, на кућу су упућена борна кола. Али у згради треће чете нестајало је муниције. Прва кола прођоше и застадоше. Душан је, са флашом бензина у руци, чекао друга кола, која су већ била близу. По доласку, Душан је на кола бацио флашу са бензином, након чега су се запалила. Из њих су искочиле четири усташе, али су одмах убијени. У међувремену, партизански батаљони који су били ван града били су већ у јуришу и ломили одбрану Ливна.
Други батаљон Четврте бригаде добио је ново наређење: да се у брзом маршу пребаци из Коњица према Вилића гувну. Чим је стигао, ушао је у борбу, нападајући у стрељачком строју. Трећа чета је била бочно, на крилу Прве и Друге. У 10 часова сусрели су се са Њемцима на брду. Њемци су махнито јуришали, штићени ватром пушкомитраљеза. Други батаљон је зауставио јуриш, али су налети Њемаца бивали све јачи. Средина партизанског строја, о који су се разбијали удари њемачких снага, почела је слабити. Прва и Друга чета су попустиле пред навалом и почеле да одступају. Десно крило Треће чете се колебало. Њемци су то опазили и навалили низ брдо. Одступити значило је отворити Њемцима пут до 4.000 рањеника. Душан је тада наредио јуриш, након чега су Њемци устукнули пред наглим преокретом борбе. Трећа чета је одржала положај. Прва и Друга чета су се вратиле гдје су и прије биле.
На растојању од 15 до 20 метара, иза дебелих букових стабала, партизани и Њемци су нишанили једни на друге. Душан је нишанио жбун иза кога је непрестано сипао ватру неки пушкомитраљез. Оборио је једног нишанџију, али је други прискочио и наставио паљбу. Душан је и даље тукао, приближавајући се жбуну. У једном тренутку се нашао сасвим близу њемачког митраљеза. Опалио је још један метак, и њемачки нишанџија паде. Душан се приближио жбуну и запленио пушкомитраљез.
Када је побједа и у овој борби била извојевана и тиме спашено 4.000 рањеника, команда Чете се окупила на састанак поред ватре. Издалека је долетјела непријатељска граната и пала међу њих. Један гелер погодио је Душана. Тачно у срце. Погинуо је у 21. години живота.
Указом Президијума Народне скупштине Федеративне Народне Републике Југославије, 10. јула 1952. године, проглашен је за народног хероја.